# Curt Lindström
Curt Lindström (* 26. November 1940 in Uppsala) ist ein ehemaliger schwedischer Eishockeytrainer und Mitglied der Finnischen Hall of Fame in Eishockey.

## Karriere
Während seiner Trainerlaufbahn im Eishockey war er zuerst von 1972 bis 1983 in Schweden beim Hammarby IF, beim Södertälje SK, Huddinge IK und beim IFK Lidingö tätig.
Die nächsten zwei Jahre war er beim Trainerstab der schwedischen Eishockeynationalmannschaft. 1985/86 war er erst wieder Trainer beim IFK Lindigö und danach Trainer der Nationalmannschaft bei der WM 1986. Von 1986 bis 1988 arbeitete er wieder im Trainerstab der Nationalmannschaft, bevor er 1988 bis 1990 Trainer beim EHC Kloten wurde. 1990 bis 1992 übernahm er als Trainer den EC Hedos München in der Bundesliga. Nach seiner Entlassung in München übernahm er als Trainer Södertalje SK für den Rest der Saison. Von 1993 bis 1996 wurde er der Trainer der finnischen Eishockeynationalmannschaft, die er bei den Olympischen Winterspielen 1994 und beim Weltmeistertitel 1995 und bei den Weltmeisterschaften 1995 bis 1997 betreute. Nach einer Pause als Trainer übernahm er während der Saison 1999/00 als Trainer die Hannover Scorpions in der DEL. 2000/01 war er der Trainer von MB Hockey, bevor er von 2001 bis 2004 Trainer der lettischen Eishockeynationalmannschaft wurde und diese bei der WM 2002 bis 2004 betreute. Während der Saison 2004/05 übernahm er als Trainer Tampereen Ilves und anschließend während der Saison 2005/06 Jokerit Helsinki. 2006 beendete er seine aktive Trainerkarriere.
Neben seiner Karriere als Trainer arbeitete er als Lehrer.
Als Inhaber einer Arbeitsagentur wurde er wegen Steuerhinterziehung verurteilt.